# Arlanda Express
Arlanda Express, litreret X3, er betegnelsen for de elektriske højhastighedstog, der kører mellem Stockholms centralstation og Stockholm-Arlanda Airport. Den maksimale hastighed er 200 km/t og sågar 205 km/t, når der skal indhentes forsinkelser. Togene er bygget af Alstom i England, og operatøren er det private selskab A-train AB. Banen indviedes den 24. november 1999. Rejsetiden mellem Stockholm C og Arlanda er 20 minutter, og der er afgang hvert kvarter – i myldretiden hvert 10. minut.

## Teknik, design og indretning
Arlanda Express-togene er 4-vogns eltogsæt med permanent sammenkoblede vogne. Toget har i alt 190 siddepladser, hvilket er ca. 48 siddepladser pr. vogn. Toget er indrettet med enhedsklasse, dvs. uden 1. klasse, og eftersom der er tale om et lufthavnstog, er der særligt god plads til bagage.
Arlanda Express er den første type tog i Sverige med niveaufri indstigning i hele togets længde, hvilket dels letter ind- og udstigningen for kørestolsbrugere, rejsende med barnevogn og rejsende med meget bagage og dels reducerer holdetiden ved stationerne.
Efter mere end ti års drift indsattes i juli 2010 det første ombyggede togsæt (benævnt Framtidståget), hvor interiøret moderniseredes gennemgribende, hvilket blandt andet indebar nye sæder og sædebetræk.
Hvert togsæt har i alt 16 aksler og drives af 8 asynkronmotorer. Bogierne er af fransk konstruktion med en akselafstand på 256 cm og en hjuldiameter på 92 cm. Løbebogierne har tre skivebremser pr. hjulaksel. Den primære affjedring udgøres af en kombination af spiralfjedre og hydrauliske dæmpere, medens sekundæraffjedringen består af luftbælge placeret mellem bogie og vognkasse, hvilket er en almindelig teknisk løsning på moderne tog. Motorbogierne har elbremse, der ved nedbremning fører strømmen tilbage til køreledningerne.